# 黎东辉
黎东辉，中华人民共和国政治人物。中共黨員，現任湖北省人民政府副省長。

## 生平
先後擔任第十四屆全國人大代表、武汉市江岸区委副书记、湖北省政府国资委党委书记、主任，湖北省发展和改革委员会党组书记、主任。